# Kaqur Kangri
El Kaqur Kangri o Kubi Gangri és una muntanya de 6.859 metres d'altitud en la serralada de l'Himàlaia, entre Nepal i el Tibet, la més alta de la serralada del Rongla Himal. Al Nepal també se la coneix com a Kanti, que es podria traduir com a "llum a la cara" o sols "l'encantadora", paraula amb orígens sànscrits, i que sovint s'utilitza com a nom de noia.

## Localització
El Kaqur Kangri es troba entre la divisòria d'aigües del Mugu Karnali, al sud, i el Yarlung Tsangpo, al nord, a uns 330 km de Katmandú i 800 km de Lhasa, sent una regió estranyament visitada pels escaladors estrangers.

## Exploració i ascensions
El primer no-natiu a explorar aquesta àrea va ser un sacerdot japonès anomenat Kawaguchi Ekai (1866-1945), que recórrer la regió per a estudiar el budisme tibetà. En 1900, Ekai va deixar Marpha seguint direcció Kali-gandaki, al Nepal, per anar posteriorment al vessant nord del Dhaulagiri, cercant per la regió fins a trobar el camí cap a Narue per al riu Cang-chu. El següent visitant va ser Sven Hedin, la primera persona que va pujar al riu Cang-chu, qui, l'any 1907, va fer un esbós del Kaqur-Kangri.
El Club Alpí de la Universitat de Doshisha va fer la primera ascensió al cim del Saipal l'any 1963, i va observar el massís Ronglai-Kangri des del cim. El 1997, Sadao Yoshinaga i el Club Alpí d'Osaka van pujar al Rongla-Kangri (6.799 m) i van fer un reconeixement del Kaqur-Kangri. I finalment, la primera ascensió a aquesta muntanya va ser realitzada el 24 de setembre de 2002 per un equip de cinc escaladors japonesos pertanyents al Doshisha University Alpine Club.
L'ascensió es va planejar, amb la idea de minimitzar el risc d'allaus, durant els mesos d'agost, setembre i octubre, i l'equip de 8 persones el conformaven: Toyoji Wada (cap de l'expedició), Katsumi Nishida (escalador principal), Yusuke Ueda, Atsushi Senda, Hyosuke Tsuboi i tres xerpes.